# Рашела Мизрахи
Рашела Мизрахи (на македонска литературна норма: Рашела Мизрахи) е ветеринарна лекарка и политичка, министър на труда и социалната политика на Северна Македония от 3 януари до 15 февруари 2020 година.

## Биография
Родена е на 24 ноември 1981 година. в Скопие. Завършва Университета Бан Илан в Израел. От 2004 до 2006 г. работи във Ветеринарната клиника „Д-р Налетовски“ в Скопие и във Ветеринарната клиника по хирургия в Университета за ветеринарни науки „Гвелф“ в Онтарио, Канада. Между 2007 и 2009 г. работи като асистент в катедрата за Физиология при Факултета за ветеринарна медицина на Скопския университет. В периода 2009 – 2013 г. работи по мониторинг на лабораторни животни в Университета „Бар Илан“. Между 2015 и 2017 г. е съветник в Министерството на здравеопазването по медицинския статистически анализ.
Мизрахи за 12 дни е част е от служебното правителство на Оливер Спасовски, формирано за провеждане на предсрочните парламентарни избори в 2020 година. Става министър по предложение на ВМРО-ДПМНЕ. Мизрахи е първата еврейка, която става министър на Северна Македония. Занимава се с биохимия и ветеринарна медицина.
Мизрахи привлича вниманието на обществеността след като провежда пресконференции пред табела на министерството, в която стои предишното име на държавата. Гърция реагира на това с нота за неспазване на Преспанското споразумение. По предложение на Спасовски Мизрахи след дълга дискусия е освободена като министър от парламента поради нарушаване на конституцията.
На 15 юли 2020 година е избрана за депутат от ВМРО – Демократическа партия за македонско национално единство в Събранието на Северна Македония.